# 224 Oceana
224 Oceana (mednarodno ime je tudi 224 Oceana) je asteroid tipa M v glavnem asteroidnem pasu. 

## Odkritje
Asteroid je odkril avstrijski astronom Johann Palisa 30. marca 1882 na Dunaju . Asteroid se imenuje po Tihem oceanu.

## Lastnosti
Asteroid Oceana obkroži Sonce v 4,3 letih. Njegova tirnica ima izsrednost 0,046 nagnjena pa je za 5,838° proti ekliptiki. Njegov premer je 61,82 km, okoli svoje osi se zavrti v 9,385 h .